# Tweede brief van Paulus aan de Korintiërs
De tweede brief van Paulus aan de Korintiërs (vaak kortweg 2 Korintiërs genoemd) is een van de boeken in het Nieuwe Testament van de Bijbel. Het boek, geschreven in het Koinè-Grieks, telt 13 hoofdstukken.

## Auteur
Algemeen wordt erkend dat Paulus van Tarsus de tweede brief aan de Korintiërs geschreven heeft. In de bijbelwetenschap bestaat discussie over de vraag of deze brief zo door Paulus is geschreven of later is samengesteld uit een aantal kortere brieven die Paulus binnen korte tijd geschreven zou hebben. Veel geleerden hebben de conclusie getrokken dat 2 Korintiërs een samenvoeging is van twee of drie brieven. De Amerikaans nieuwtestamenticus Bart D. Ehrman is geneigd zelfs vijf aparte brieven te onderkennen, die pas later tot één geheel zijn geredigeerd.
Er zijn verschillende hypothesen opgesteld met betrekking tot de mogelijke opdeling van 2 Korintiërs in kleinere brieven.
1. 2 Korintiërs 10-13 als de zogenaamde 'tranenbrief':
- 10-13: Tranenbrief
- 1-9: Verzoeningsbrief
- Sommigen menen dat 1 Kor. 9 dan nog als aparte collectebrief vooraan de correspondentie moet worden geplaatst.

2. 2 Korintiërs 10-13 als vervolgbrief:
- 1-9: Verzoeningsbrief
- 10-13: Zelfpromotiebrief

3. 2 Korintiërs 2:14-7:4 en 9 horen bij de 'tranenbrief':
- 2:14-7:4, 9 en 10-13: Tranenbrief
- 1:1-2:13, 7:5-16 en 8: Verzoeningsbrief

4. 2 Korintiërs 2:14-7:4 vormen de eerste brief:
- 2:14-7:4: Apologetische brief
- 10-13: Tranenbrief
- 1:1-2; 1:13; 7:5-16: Verzoeningsbrief
- 8: Aanhangsel verzoeningsbrief over de collecte
- 9: Rondzendbrief over de collecte in Achaje

5. 2 Korintiërs als verzameling van vijf fragmenten:
- 1:1-6:13; 7:2-16: Deel van de verzoeningsbrief
- 6:14-7:1: Deel van (niet-Paulijnse?) brief
- 8: Collectebrief
- 9: Collectebrief voor andere gemeente
- 10-13: Tranenbrief

Er zijn nog meer hypothesen die hierop variëren. De belangrijkste tegenhanger van deze hypothesen is de opvatting dat 2 Korintiërs één volledige brief van Paulus is (mogelijk met uitzondering van 6:14-7:1). Argumenten tegen opdeling zijn onder meer de volgende. De bovenstaande hypothesen laten zien dat het lastig is een eenvoudige, breed gedragen hypothese op te stellen over opdeling van de brief. Bovendien is het lastig te verklaren waarom er zoveel stukken van brieven verloren zouden zijn gegaan, omdat Paulus in deze gedeelten heel vaak belangrijke informatie over zijn reizen en plannen deelt en ook theologische gedachten uit. Bovendien past de vermeende tranenbrief (2 Kor. 10-13) niet bij het incident waarnaar Paulus in 2 Korintiërs 2:3-8; 7:8; 7:12 verwijst. Verder zijn er talrijke literaire verbanden tussen de verschillende delen van de brief, die op de eenheid van het geheel wijzen. De spanningen en de verschillen in toon binnen de brief kunnen verklaard worden door de aanname dat Paulus onder het dicteren nieuwe informatie kreeg of door de aanname dat Paulus verschillende retorische strategieën toepaste voor verschillende doelen en doelgroepen.

## Geadresseerde
De brief is gericht aan de christelijke gemeente in de Griekse havenstad Korinte.

## Datering
De brief is in elk geval later dan de 1 Korintiërs geschreven, vermoedelijk in het jaar 55 of 56 volgens de christelijke jaartelling.
Uit de beide brieven aan de Korintiërs wordt het duidelijk dat er een intensieve correspondentie bestaan heeft tussen Paulus en de jonge christelijke gemeenten. De geschiedenis van de relatie tussen Paulus en de gemeente in Korinthe kan gedeeltelijk gereconstrueerd worden. Paulus stichtte de gemeente in 50 en bleef er vervolgens tot 52. Enige tijd daarna schreef hij een brief aan hen, "0 Korintiërs", die vermoedelijk over ethische zaken handelde (1 Kor. 5:9). In antwoord op een brief van de Korintiërs en andere informatie schreef Paulus in het voorjaar van 55 in Efeze de eerste brief van Paulus aan de Korintiërs waarin hij belooft te komen via Makedonië (1 Kor. 16:5-7). Korte tijd later wijzigde hij zijn plan: hij zei nu (bij monde van een medewerker?) dat hij niet alleen via Makedonië naar hen wil komen, maar hen een extra bezoek wil brengen om dan via hen naar Makedonië heen en weer te reizen. Maar het liep weer anders: hij legde een tussenbezoek af aan Korinthe, wellicht omdat hij verontrustende informatie ontving van zijn medewerker(s). Dit bezoek liep op een teleurstelling uit. Iemand schoffeerde hem en hij vertrok terwijl hij hen bedreigde met hard optreden bij zijn volgende bezoek (2 Kor. 13:2). Paulus zag vervolgens af van de reisroute via Korinthe en stuurde in plaats daarvan de zogenaamde 'tranenbrief' (de derde brief), die Titus overbracht. In 2 Korintiërs (1:15-2:4) legt Paulus uit dat hij geen zin had in nog zo'n pijnlijk bezoek. Daarom vertrok hij vanuit Efeze richting het noorden (2:12-13) en kreeg in Makedonië goede berichten van Titus (7:5-16), maar ook berichten dat concurrerende apostelen aan invloed hadden gewonnen. In Makedonië schreef hij, tussen het najaar van 55 en het derde bezoek aan Korinthe in 56, de Tweede brief aan de Korintiërs (de vierde brief). Hierin werkt hij aan het vertrouwen tussen hem en de gemeente. Verder beveelt hij Titus, die de brief zouden overbrengen, aan evenals diens medewerkers. Ten slotte doet hij een oproep om de collecte voor Jeruzalem af te ronden. In het laatste gedeelte bereidt hij zijn eigen bezoek voor, dat waarschijnlijk in 56 plaatsvond. In dat jaar schreef hij vanuit Korinthe de brief aan de Romeinen.

## Inhoud
De brief kan als volgt worden ingedeeld:
- Aanvang van de brief (1:1-1:11)

- Begroeting (1:1-2)
- Lofprijzing voor Gods troost en dank voor Gods redding (1:3-11)

- A Paulus' betrouwbaarheid (1:12-2:13)
- B Excurs: Het apostelschap (2:14-7:4)

- De bron en het doel van zijn apostelambt (2:14-4:6)
- Apostolisch lijden en apostolische verwachting (4:7-5:10)
- De apostolische dienst van de verzoening (5:11-6:10)
- Oproep tot verzoening met de Korintiërs (6:11-7:4)

- A' Terugkeer van Titus (7:5-16)
- Verzoek om de collecte voor de gemeente in Jeruzalem af te ronden (8:1-9:15)
- Paulus' zelfverdediging (10:1-13:10)

- A Paulus verdedigt dat hij streng durft op te treden (10:1-11) en zichzelf niet onbeperkt 'durft' aan te prijzen (10:12-18)
- B Paulus verdedigt zijn optreden in vergelijking met de 'superapostelen' (11:1-15)
- C Paulus schept ironisch op over zichzelf (11:16-12:10)
- B' Paulus verdedigt zijn optreden en uit zijn zorgen (12:11-21)
- A' Waarschuwingen en aansporingen ten aanzien van het komende derde bezoek (13:1-10)

- Slot van de brief (13:11-13)

- Laatste aansporing (13:11)
- Groeten (13:12)
- Zegenwens (13:13)